# Oblus Dschalal-Abad
Der Oblus Dschalal-Abad (kirgisisch Жалал-Абад облусу Dschalal-Abad oblussu; russisch Джалал-Абадская область Dschalal-Abadskaja oblast) ist eines von sieben Verwaltungsgebieten (Oblus) Kirgisistans.
Sie befindet sich im Westen des Landes und grenzt im Norden an die Oblus Talas und die Oblus Tschüi, im Osten an die Oblus Naryn, im Süden an die Oblus Osch und Usbekistan und im Westen ebenfalls an Usbekistan. Die Oblus hat eine Fläche von 32.418 km² und ca. 1.292.000 Einwohner. Hauptstadt und mit 117.533 Einwohnern zugleich größte Stadt der Oblus ist Dschalal-Abad. Hinsichtlich der Bevölkerung ist Dschalal-Abad das zweitgrößte Oblus Kirgisistans, hinsichtlich der Fläche liegt Dschalal-Abad mit einem Anteil an der Landesfläche von 16 % auf Platz drei.

## Geographie

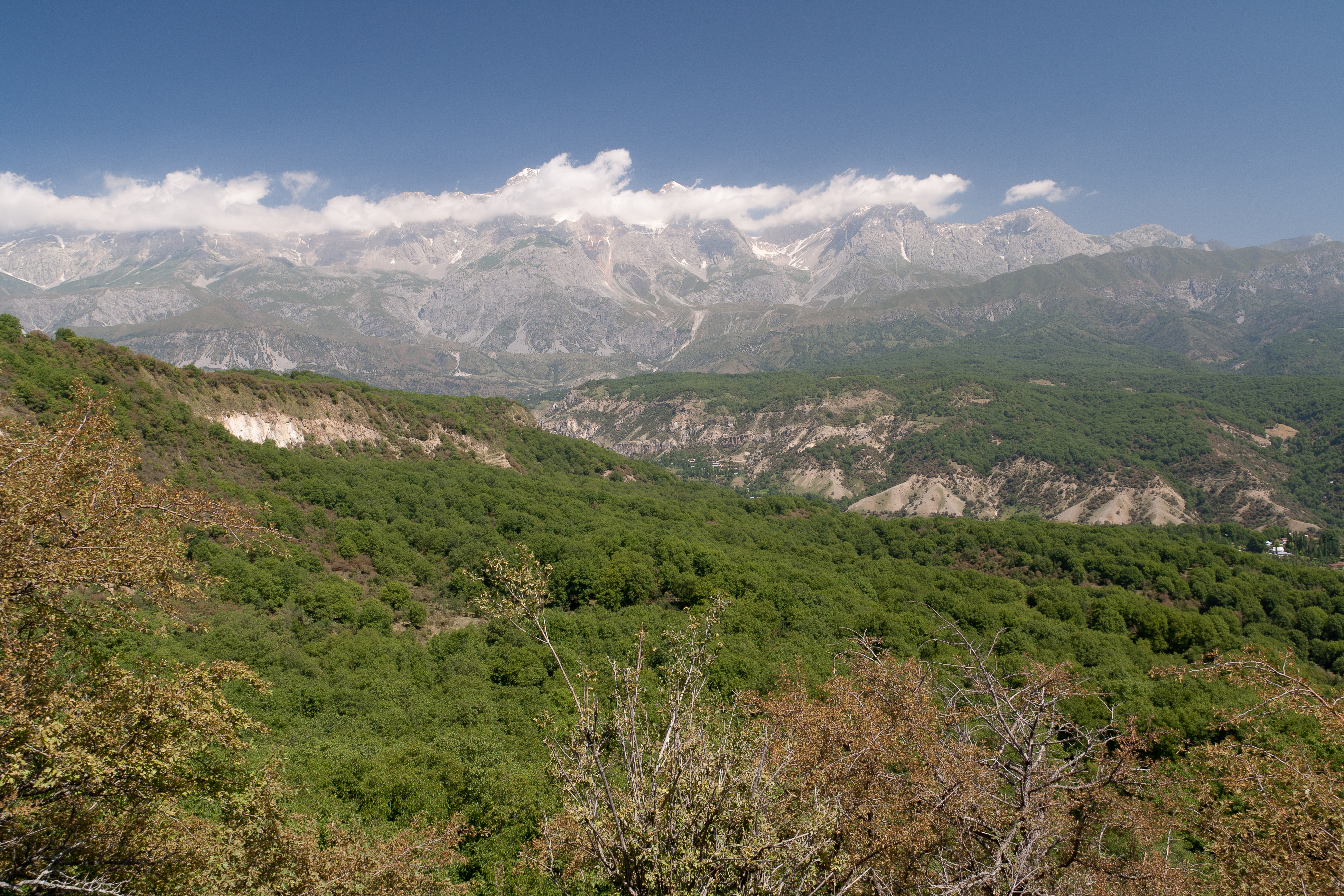
Walnusswald in Arslanbob

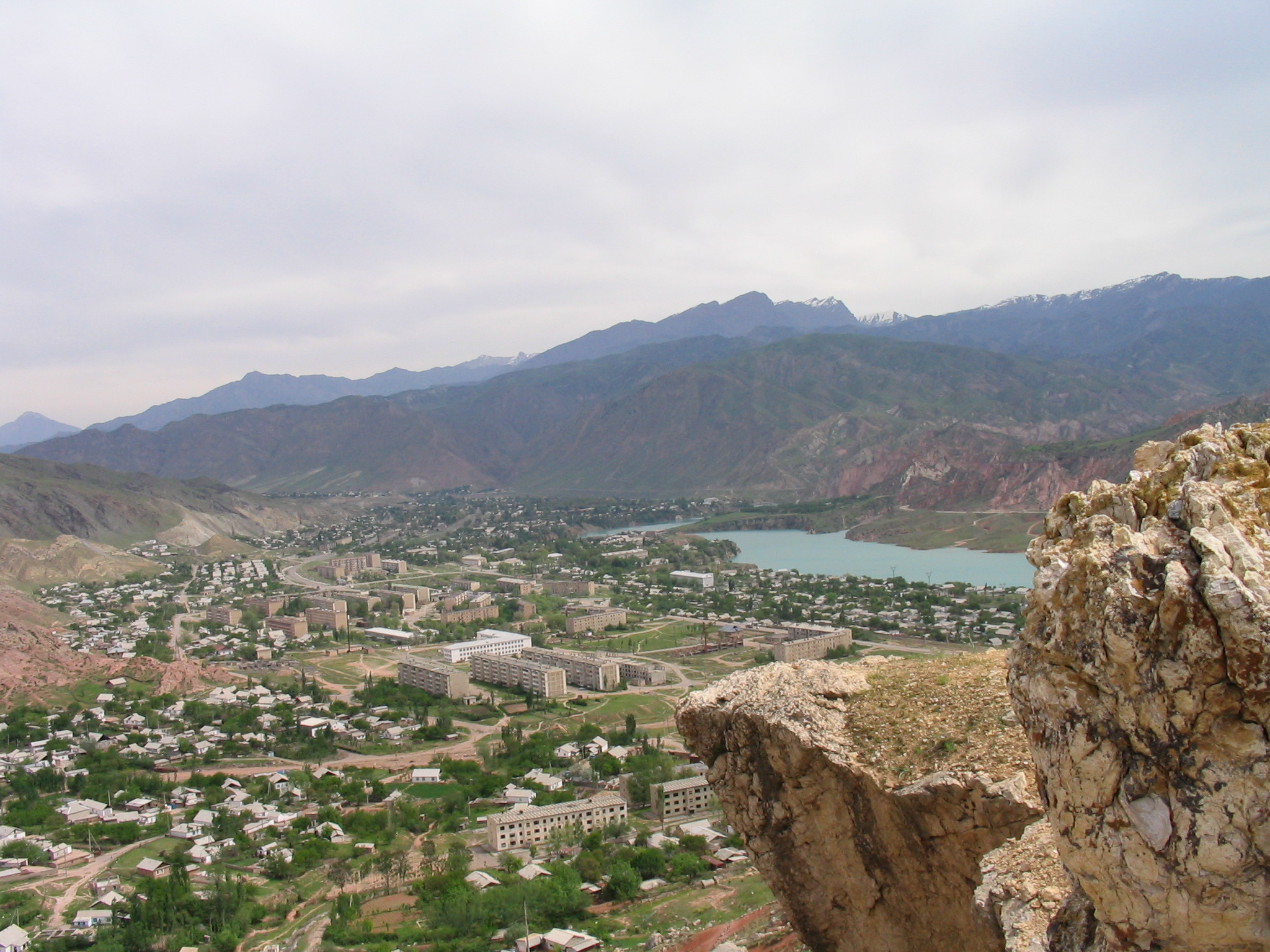
Die Stadt Tasch-Kömür in der Oblus Dschalal-Abad

Die Oblus Dschalal-Abad ist sehr gebirgig, nur ein kleiner Teil im Süden an der Grenze zu Usbekistan hat Anteil am fruchtbaren Ferghanatal. Im Gebiet verläuft durch die Gebirge des Kirgisischen Alataus (Überquerung des Töö-Pass, 3586 m) und des Talas-Alataus (Alabel-Pass, 3184 m) die Hauptverkehrsachse M41 zwischen Nord und Süd von der kirgisischen Hauptstadt Bischkek nach Osch. Entlang der Strecke befindet sich mit der Toktogul-Talsperre die größte Kirgisistans.
In der Oblus gibt es zahlreiche Gebirgsseen, Mineralquellen und Nusswälder. Von besonderer Bedeutung sind die Walnusswälder bei Arslanbob. Mit einer Ausdehnung von 30.000 Hektar sind sie die größten weltweit. Eine Anerkennung als UNESCO-Weltnaturerbe wird angestrebt. Das IUCN hat durch die Abgelegenheit und Unberührtheit der Gebirgsregionen in der Oblus Dschalal-Abad zahlreiche international anerkannte Schutzgebiete ausgewiesen. Die strengsten Schutzbestimmungen (IUCN-Kategorie Ia) gelten für das Sary-Tschelek-Biosphärenreservat, das Besch-Aral-Naturreservat im äußersten Westen und das Padyschata-Naturreservat. Im Bezirk Togus-Toro befindet sich der Saimaluu-Tasch-Nationalpark. Daneben gibt es in der Oblus noch zahlreiche andere Schutzkategorien geringeren Rangs.
Durch den gebirgigen Charakter der Region ist Landwirtschaft auf die flachen Bereiche des Ferghanatals im Süden limitiert. Hier werden Weizen, Früchte, Nüsse, Tabak, verschiedene Gemüsesorten und Mais angebaut sowie Maulbeeren für den Seidenbau. Im geringen Ausmaß existiert eine Textilindustrie sowie einige Wasserkraftwerke. Während der Sowjetzeit gab es eine nennenswerte Gewinnung von Mineralien, Metallen, Erdgas, Erdöl und Kohle, jedoch verschwanden die meisten Betriebe nach Erlangung der Unabhängigkeit Kirgisistans. Heute existiert in der Oblus Dschalal-Abad diesbezüglich nur noch eine kleine Industrie, hauptsächlich um die Stadt Kotschkor-Ata. Ein aufstrebender Wirtschaftszweig ist der Tourismus, jedoch ist dieser (außer in Arslanbob) durch mangelnde Infrastruktur noch nicht sehr ausgeprägt.

## Bevölkerung
In der Oblus Dschalal-Abad gibt es fünf Städte, acht Siedlungen städtischen Typs und 415 Dörfer. Die kirgisische Volkszählung im Jahr 2009 ermittelte für die Oblus eine Einwohnerzahl von 1.009.889. Die größten Städte sind Dschalal-Abad (97.172 Einwohner), Tasch-Kömür (34.756 Einwohner), Mailuu-Suu (22.853 Einwohner) und Kara-Köl (22.502 Einwohner).
Die ethnische Zusammensetzung der Bevölkerung ist sehr homogen. Es gibt zwei überwiegende Ethnien, wobei den größten Anteil (71,8 %) die Kirgisen ausmachen, gefolgt von den Usbeken mit 24,8 %. Alle anderen Ethnien (u. a. Russen, Türken, Tadschiken) machen jeweils weniger als 1 % aus.

## Verwaltungsgliederung
Die Oblus Dschalal-Abad ist in folgende acht Bezirke (Rajons) unterteilt. Daneben gibt es 4 Städte, die direkt dem Oblus unterstehen und keinem Rajon angehören. Diese sind Dschalal-Abad, Kara-Köl, Mailuu-Suu und Tasch-Kömür.
| Bezirksgliederung (Rajons) Oblus Dschalal-Abad | Bezirksgliederung (Rajons) Oblus Dschalal-Abad | Bezirksgliederung (Rajons) Oblus Dschalal-Abad | Bezirksgliederung (Rajons) Oblus Dschalal-Abad | Bezirksgliederung (Rajons) Oblus Dschalal-Abad |
| Bezirk (Rajon)                                 | Verwaltungs- sitz                              | Einw.                                          | Fläche (in km²)                                | Lage                                           |
| ---------------------------------------------- | ---------------------------------------------- | ---------------------------------------------- | ---------------------------------------------- | ---------------------------------------------- |
| Aksy                                           | Kerben                                         | 113.010                                        | 4.578                                          |                                                |
| Ala-Buka                                       | Ala-Buka                                       | 87.460                                         | 2.976                                          |                                                |
| Basarkorgon                                    | Basar-Korgon                                   | 142.951                                        | 1.965                                          |                                                |
| Nooken                                         | Massy                                          | 117.055                                        | 2.336                                          |                                                |
| Susak                                          | Susak                                          | 241.198                                        | 3.019                                          |                                                |
| Togus-Toro                                     | Kasarman                                       | 22.136                                         | 3.816                                          |                                                |
| Toktogul                                       | Toktogul                                       | 86.306                                         | 7.815                                          |                                                |
| Tschatkal                                      | Kanysch-Kyja                                   | 22.490                                         | 4.608                                          |                                                |